# Jerry S.T. Pitzul
 (octobre 2009).
Si vous disposez d'ouvrages ou d'articles de référence ou si vous connaissez des sites web de qualité traitant du thème abordé ici, merci de compléter l'article en donnant les références utiles à sa vérifiabilité et en les liant à la section « Notes et références ».
Le major-général Jerry S.T. Pitzul, CMM, CD, Conseil de la Reine, a été le Juge-avocat général des Forces armées canadiennes au quartier général de la Défense nationale à Ottawa, de 2002 à 2006.
Il s’est distingué tout au long d’une fructueuse carrière en droit comme membre des Forces canadiennes et dans le secteur public.

## Biographie
Il a reçu son baccalauréat en administration (B.Adm.) en 1975 du Collège militaire royal de Saint-Jean, Québec. Il a ensuite reçu son diplôme d’études supérieures en administration des affaires (MBA) en 1976 et son baccalauréat en droit (LL.B.) en 1979 à l’Université Dalhousie, à Halifax, Nouvelle-Écosse.
Il a occupé plusieurs postes au Cabinet du Juge-avocat général, incluant Directeur juridique/poursuites et appels, où il travaillait comme procureur en chef pour les Forces canadiennes. Par la suite, il a été nommé Juge militaire en chef adjoint par le ministre de la Défense nationale. Il a alors présidé de nombreuses cours martiales au Canada et dans des divers endroits en Europe, incluant l’ancienne République fédérale socialiste de Yougoslavie.
En 1995, il a pris sa retraite des Forces canadiennes et il a accepté une nomination au poste de Directeur des poursuites publiques et adjoint au Procureur général de la province de la Nouvelle-Écosse, où il était chargé de toutes les poursuites criminelles dans la province. Il est, par la suite, revenu avec les Forces armées canadiennes en 1998, nommé, par comme Juge-avocat général, au grade de Général de brigade.
Il a écrit quelques publications au sujet de la loi militaire, incluant le Manuel des procureurs militaires. Il a aussi écrit plusieurs manuels pour les juges militaires portant sur la procédure lors des procès, le droit criminel positif, et la preuve.
En décembre 2000, il a été nommé au plus haut grade de l'Ordre du Mérite militaire, Commandeur.
Il a été promu à son grade actuel le 8 avril 2002 et il a été nommé de nouveau à titre de Juge-avocat général des Forces canadiennes pour un autre mandat de quatre ans, et ce, à compter du 14 avril 2002.
Le 18 octobre 2002, il a été nommé Conseil de la Reine par la province de la Nouvelle-Écosse.